# Långtjärnen (Trehörningsjö socken, Ångermanland, 707388-163920)
Långtjärnen är en sjö i Örnsköldsviks kommun i Ångermanland och ingår i Husåns huvudavrinningsområde. Sjöns area är 0,041 kvadratkilometer och den befinner sig 393 meter över havet.